# Zygmunt Bojarski
Zygmunt Stefan Czarnota-Bojarski, herbu Sas (ur. ok. 1830 – 1887) – ziemianin, działacz gospodarczy.
Ziemianin, właściciel dóbr w pow. czortkowskim i od 1858 współwłaściciel dominium Wasylkowce w pow. husiatyńskim.  Członek Rady Powiatowej w Husiatynie (1867-1872), wybrany w kurii I większej własności, członek (1868-1869) i wiceprezes (1871-1872) Wydziału Powiatowego w Husiatynie. Członek Komisji szacunkowej podatku katastralnego nr 2 w Tarnopolu (1869). Członek Powiatowej Komisji Szacunkowej podatku gruntowego w Husiatynie (1871-1876).
Od 1861 członek, potem członek oddziału husiatyńskiego (1869-1875) a następnie lwowskiego (1876-1887) Galicyjskiego Towarzystwa Gospodarskiego  Działacz GTG, członek jego Komitetu (26 maja 1876 – 10 czerwca 1887) Detaksator wydziału husiatyńsko-trembowlańskiego (1872-1874) i członek Rady Nadzorczej Kontrolującej (1882-1886) Galicyjskiego Towarzystwa Kredytowego Ziemskiego.
Członek Krajowej Komisji Podatku Gruntowego we Lwowie (1881-1883). Zastępca delegata Wydziału Krajowego w Dyrekcji Funduszów Indemnizacyjnych (1883-1887).

## Rodzina
Urodził się w rodzinie ziemiańskiej, syn Wincentego (1774-1823) i Rozalii z Sokolnickich. Ożenił się z Antoniną z Golejewskich. Mieli dzieci: córkę Filomenę Ludwikę żonę  Władysława Ciepielowskiego i synów Edwarda Edwina i Tadeusza Antoniego.